# Sizaire-Berwick
Sizaire-Berwick est un constructeur franco-anglais d'automobiles entre 1913 et 1927. L'entreprise, établie à Courbevoie, fabrique des automobiles de luxe. Mais son financement provient d'Angleterre, où la plupart des véhicules sont assemblés et vendus. Au début des années 1920, les automobiles Sizaire-Berwick sont également fabriquées en Angleterre.

## Histoire de l'entreprise

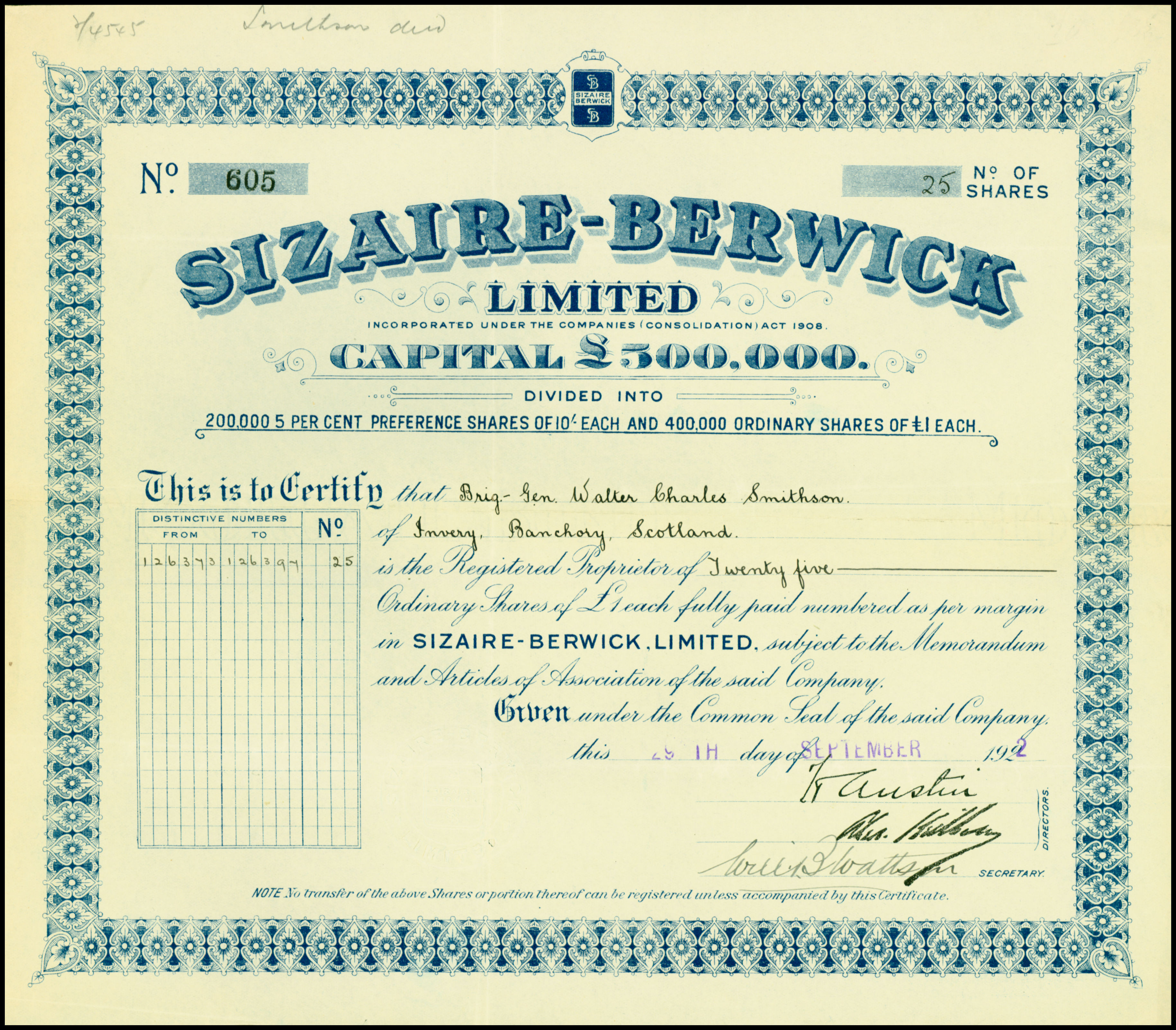
Part de la Sizaire-Berwick Ltd, émis le 29. Septembre 1922

Les frères Maurice (1877-1970) et Georges Sizaire (1880-1924) fondent avec Maurice Naudin l'entreprise Sizaire-Naudin en 1903. En 1912, les frères Sizaire quittent la société Sizaire-Naudin à la suite d'un désaccord avec un investisseur. Néanmoins, les frères Sizaire poursuivent leur activité dans le secteur de l'automobile et, en 1913, avec l'aide de Frédéric-Guillaume de Berwick, basé à Londres, importateur des voitures Corre La Licorne, ils obtiennent le financement nécessaire au lancement d'une nouvelle entreprise de construction automobile appelée Sizaire-Berwick.
La nouvelle société produit de grandes voitures de luxe. La structure de base est produite à Courbevoie, mais 80 % de la production est expédiée en Angleterre, où les véhicules sont montés par le carrossier F. W. Berwick & Co. (de) situé à Highgate, au nord de Londres. Au moment où éclate la guerre de 1914, 139 voitures ont été produites.
En 1915, Berwick construit une nouvelle usine à Park Royal, dans la banlieue de Londres, dans un local initialement utilisé pour la production d'avions. Une fois la paix signée, Berwick fonde, en 1919, la société F. W. Berwick & Co Ltd et, en 1920, reprend la production de Sizaire-Berwicks anglaises, qui sont produites jusqu'en 1925.
En 1919, les parts françaises de l'entreprise sont acquises par un Américain, nommé Burke. Il commence par l'importation de voitures de Berwick depuis l'usine en Angleterre, mais rapidement la production reprend à Courbevoie. En 1923, Austin acquiert une participation majoritaire dans la partie britannique de l'affaire.
Vers la fin de l'année 1922, plus aucun des fondateurs n'intervient dans la société. Les  frères Sizaire se consacrent à leur nouvelle affaire « Sizaire Frères » pendant que Berwick s'engage avec un autre constructeur d'automobiles de Luxe appelé Windsor. Quelques Sizaire-Berwick continuent à être produites à l'usine  de Courbevoie jusqu'en 1927. Au moins quatre Sizaire-Berwick françaises ont survécu en 2010.

## Caractéristiques techniques
La première Sizaire-Berwick est équipée d'un moteur de 3 014 cm3 fourni par Decolange. Il est rapidement remplacé par un moteur monoboc de 4 litres (20 CV). La grille de radiateur, sur les premières voitures, ressemble à celle d'une Rolls-Royce, mais, sous la menace d'un procès, la grille de radiateur plate sur la Sizaire-Berwick est remplacée par une autre profilée en forme de V.
Au salon Automobile de Paris, en octobre 1919, Sizaire-Berwick présente sur un stand une torpedo propulsée par un moteur 4 cylindres de 4 523 cm3, cylindrée inhabituelle pour seulement 4 cylindres, mais fonctionnant très bien. Sa puissance maximale est de 60 ch à 2 000 tr/min. 
Au salon Automobile de Paris d'octobre 1924 Sizaire-Berwick présente une voiture équipée du même moteur de 4 523 cm3, à l'empattement élargi. En 1925, le constructeur engage l'une de leurs 4 ½  aux 24 Heures du Mans, mais la voiture ne fait que 23 tours et n'est pas classée.
Deux ans après, Sizaire-Berwick réapparaît au salon Automobile de Paris, pour la dernière fois, présentant une grande voiture de luxe, équipée d'un moteur 6-cylindres Lycoming de Pennsylvanie.
En 1923, Austin prend le contrôle de la marque. Les Britanniques sortent de l'affaire avec deux modèles de 1 861 cm3 et 3 610 cm3 à quatre cylindres, ainsi qu'une 3 397 cm3 à six cylindres. Les dernières Sizaire-Berwick anglaises ont été produites en 1925.